# Copa Colsanitas 2021
Copa Colsanitas 2021 là một giải quần vợt nữ thi đấu trên mặt sân đất nện ngoài trời. Đây là lần thứ 23 giải đấu được tổ chức và là một phần của International trong WTA Tour 2021. Giải đấu diễn ra tại Country Club ở Bogotá, Colombia, từ ngày 5 tháng 4 đến 11 tháng 4 năm 2021.

## Điểm và tiền thưởng

### Phân phối điểm
| Sự kiện | VĐ  | CK  | BK  | TK | Vòng 1/16 | Vòng 1/32 | Q  | Q2 | Q1 |
| Đơn     | 280 | 180 | 110 | 60 | 30        | 1         | 18 | 12 | 1  |
| Đôi     | 280 | 180 | 110 | 60 | 1         | —         | —  | —  | —  |

### Tiền thưởng
| Sự kiện | VĐ      | CK      | BK      | TK     | Vòng 1/16 | Vòng 1/32 | Q2     | Q1     |
| Đơn     | $29,200 | $16,398 | $10,100 | $5,800 | $3,675    | $2,675    | $1,950 | $1,270 |
| Đôi*    | $10,300 | $6,000  | $3,800  | $2,300 | $1,750    | —         | —      | —      |

*mỗi đội

## Nội dung đơn

### Hạt giống
| Quốc gia | Tay vợt             | Xếp hạng1 | Hạt giống |
| -------- | ------------------- | --------- | --------- |
| CHN      | Zheng Saisai        | 53        | 1         |
| ESP      | Sara Sorribes Tormo | 58        | 2         |
| NED      | Arantxa Rus         | 84        | 3         |
| DEN      | Clara Tauson        | 96        | 4         |
| SLO      | Tamara Zidanšek     | 97        | 5         |
| ITA      | Jasmine Paolini     | 101       | 6         |
| CZE      | Tereza Martincová   | 105       | 7         |
| CHN      | Wang Yafan          | 106       | 8         |

- 1 Bảng xếp hạng vào ngày 22 tháng 3 năm 2021.

### Vận động viên khác
Đặc cách:
- Emiliana Arango
- María Camila Osorio Serrano
- Jessica Plazas

Vượt qua vòng loại:
- Lara Arruabarrena
- Giulia Gatto-Monticone
- Nuria Párrizas Díaz
- Chloé Paquet
- Daniela Seguel
- Harmony Tan

### Rút lui
Trước giải đấu
- Caroline Garcia → thay thế bởi  Leonie Küng
- Kaja Juvan → thay thế bởi  Irina Bara
- Nadia Podoroska → thay thế bởi  Sachia Vickery
- Mayar Sherif → thay thế bởi  Viktoriya Tomova
- Nina Stojanović → thay thế bởi  Astra Sharma
- Patricia Maria Țig → thay thế bởi  Mihaela Buzărnescu

## Nội dung đôi

### Hạt giống
| Quốc gia | Tay vợt            | Quốc gia | Tay vợt              | Xếp hạng1 | Hạt giống |
| -------- | ------------------ | -------- | -------------------- | --------- | --------- |
| NED      | Arantxa Rus        | SLO      | Tamara Zidanšek      | 122       | 1         |
| AUS      | Arina Rodionova    | NED      | Rosalie van der Hoek | 171       | 2         |
| ROU      | Mihaela Buzărnescu | GER      | Anna-Lena Friedsam   | 181       | 3         |
| GBR      | Naomi Broady       | CHN      | Zheng Saisai         | 183       | 4         |

- Bảng xếp hạng 22 tháng 3 năm 2021.

### Vận động viên khác
Đặc cách:
- Emiliana Arango /  María Camila Osorio Serrano
- Jessica Plazas /  Antonia Samudio

### Rút lui
Trước giải đấu
- Kaitlyn Christian /  Sabrina Santamaria → thay thế bởi  Beatrice Gumulya /  Jessy Rompies
- Sara Sorribes Tormo /  Nadia Podoroska → thay thế bởi  Emina Bektas /  Tara Moore

## Nhà vô địch

### Đơn
- María Camila Osorio Serrano đánh bại  Tamara Zidanšek 5–7, 6–3, 6–4

### Đôi
- Elixane Lechemia /  Ingrid Neel đánh bại  Mihaela Buzărnescu /  Anna-Lena Friedsam 6–3, 6–4